# 芝加哥公牛
芝加哥公牛（英語：Chicago Bulls），是一支位於美國伊利諾州芝加哥的NBA職業籃球隊，分屬於東區的中央組，其主場為联合中心球馆。芝加哥的畜牧業非常發達，該城的職業美式足球隊（芝加哥熊）和職業棒球隊（芝加哥小熊）皆以動物名稱命名，而「公牛」則成了芝加哥職業籃球隊的隊名。
球隊成立於1966年，在加盟NBA後，公牛隊的成績一直都在中下游徘徊，直到1984年NBA選秀會，公牛隊終於遇上轉機。該年的選秀會，號稱是史上參與球員質素最高的黄金一代，包括哈基姆·歐拉朱萬、查爾斯·巴克利、約翰·史塔克頓以及著名的“飛人”麥可·喬丹等人。當年擁有第一選秀權的休士頓火箭隊選中休士頓大學的哈基姆·歐拉朱萬，而擁有第二選秀權的波特蘭拓荒者隊選中了山姆·鮑威，令擁有第三選秀權的公牛隊獲得麥可·喬丹。90年代公牛隊在麥可·喬丹的帶領下，成功兩度締造三連霸，建立了長達六個賽季的“公牛王朝”。
2008年NBA選秀會上，公牛隊意外地擁有了第一選秀權，並選中了狀元德瑞克·羅斯，在其帶領下球隊躍進成為爭冠隊伍。在2010-11賽季和2011-12賽季中，公牛隊連續兩年例行賽排名全聯盟第一，並於2011年NBA季後賽再次殺入東部分區決賽。
公牛队的主場队服是白色，客场队服是紅色，备用客场球衣为黑色。值得一提的是，公牛隊目前是NBA球隊中唯一一支成立至今未更改過隊徽的球隊。

## 歷史

### 90年代：公牛王朝
歷經了80年代的多番尝试和失败之后，公牛队终於蛻變並迎来了属於自己的时代。在迈克尔·乔丹、斯科蒂·皮蓬和總教頭菲尔·杰克逊的率领下，芝加哥公牛於1991年至1993年连续三年夺得NBA总冠军。1990-91賽季以4:1击败洛杉矶湖人，1991-92賽季以4:2击败波特兰开拓者，1992-93賽季以4:2击败菲尼克斯太阳。

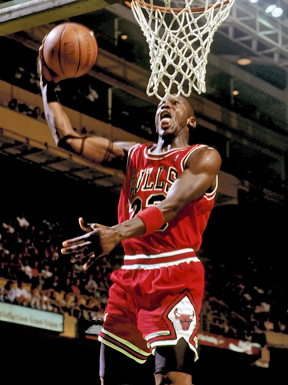
迈克尔·乔丹

喬丹在1993年賽季結束後宣布他的第一次退役，之後休斯敦火箭队获得1994和1995年連續兩年的总冠军。但随著乔丹1995年的回归和丹尼斯·罗德曼的加盟，公牛隊迅速回归昔日的實力。1995-96赛季，芝加哥公牛在常规赛中締造72胜10负的歷史紀錄，并再次夺得連續三年的总冠军。這三次均以4:2击败对手，包括西雅图超音速以及犹他爵士兩次。整個90年代，公牛隊稱霸時間過半，名符其实地成為「公牛王朝」的時代。
公牛隊兩度締造三連霸的成員不盡相同，風格也有所差異。一般認為1991-1993年的第一次公牛王朝在進攻端較豐富多元，快速且華麗的球風堪稱90年代的一大亮點。喬丹與皮朋正值體能巔峰的年龄，攻擊火力凶猛無人可擋，而外線的約翰‧帕克森和內線的霍雷斯‧格兰特皆有穩定表现，替補的B.J.阿姆斯壯也是優秀射手，各位置的得分相對均衡，難以防守。公牛隊在80年代後期經歷了以粗暴防守著名的「壞孩子」底特律活塞的多年壓制，逐漸成長起來，到了90年代蛻變為冠軍球隊。因此，在喬丹第一次退役後，公牛隊仍是聯盟中的勁旅；而在喬丹復出後，公牛隊也才能夠立即重現王朝。
1996-1998年的第二次公牛王朝雖然總體上仍偏向攻擊型球隊，但節奏稍慢下來，並大幅提升了防守和籃板球的比重。巔峰時期曾是得分好手的羅恩‧哈潑加盟公牛隊後轉型為角色球員，在控球後衛位置上擁有身材優勢，強化了公牛隊的後場防守能力；丹尼斯·罗德曼不佔球權，卻是不可多得的內線防守專家兼籃板球之王。喬丹、皮朋及羅德曼三人於1995-96賽季入選年度最佳防守陣容，這是NBA史上首次有三名同隊球員入選；其中喬丹與羅德曼皆曾榮獲年度最佳防守球員，而皮朋亦長期被認為是該獎項的遺珠。同時公牛隊先發五人中的四人（喬丹、皮朋、羅德曼、哈潑）均有能力換防四個不同位置，第二次公牛王朝的防守能力由此可見一斑。。當時公牛隊球員平均年齡為全聯盟最老，這群老將們經驗豐富、籃球智商高、對比賽的理解力和戰術的執行力均十分優秀，造就了一支極高效率、極低失誤的公牛隊，技壓其他年輕力壯的球隊。不過，儘管第二次公牛王朝的成績較為亮眼，但喬丹本人認為第一次公牛王朝的實力更強一些。
兩次公牛王朝最大的共同點是隊上始終缺少出色的中鋒，禁區火力較為貧弱，以外圍的後衛或小前鋒為中心發動三角戰術的攻擊模式始終不變。特別是第二次公牛王朝甚至時常能看到沒有中鋒的隊形安排，場上陣容除了喬丹、皮朋與羅德曼三大主力，經常搭配主打前鋒位置的東尼‧庫科奇與白人射手史蒂夫·科爾，沒有真正的中鋒。公牛隊主要靠著喬丹、皮朋在攻防兩端的宰制能力，羅德曼強大的籃板球掌握能力，以及隊員們出色的走位和換防、協防、補防，並且替補球員中不乏射手，緩解了禁區的壓力。這同歷來NBA各冠軍球隊總是擁有明星級中鋒作為攻防主力的傳統大不相同，公牛王朝首先打破了「奪冠先奪好中鋒」這一概念。公牛王朝的強大在於其體系完美融合了「團隊籃球」與「巨星籃球」兩種風格，兩者相互支援，強調高技術打法，因此公牛隊的比賽總是賞心悅目，也是公牛王朝魅力的來源。

### 1998~2004：重建期
奪冠過後，公牛隊的主力成員因與管理層關係惡化，教練積遜不獲續約，引發明星球员纷纷离队，包括佐敦、洛文、柏賓、朗尼四位正選球員先後退休及轉會；後備陣容中的卡爾、史葛．布維爾（Scott Burrell）等人亦先後轉會，實力大打折扣下，該季不但從1997-98球季的62勝大減至13勝（該季因NBA勞資談判破裂導致延遲開季下，最終整季各隊只有50場），而且更創下不少令人難堪的記錄，除了成為NBA史上首支未能打入季後賽的衛冕冠軍外，更在1999年4月2日於主場慘敗給奧蘭多魔術隊68比115，47分創下當時球隊主場最慘烈敗仗。然而更慘烈的敗仗陸續有來，6天後公牛於主場迎戰邁阿密熱火隊，全場慘敗49比82，49分一舉創下NBA自引入24秒進攻違例後單場最低記錄。諷刺的是上一季的總決賽第三場，公牛才在主場大勝猶他爵士隊96比54的比賽中，讓爵士創下24秒進攻違例實施後最低得分記錄，一年不到公牛自己就打破了這個記錄。
因為戰績差勁，於1999年NBA選秀中，公牛幸運地抽中了狀元籤。從而挑選了埃尔顿·布兰德，並且從鳳凰城太陽隊中得到了16號籤，選中了後來改稱為慈善·世界和平的朗·阿堤斯。他們都在1999-00年球季打出不錯的個人成績，當中狀元布蘭特更當選最佳新秀並入選新秀一陣；阿堤斯亦入選了最佳新秀二陣。可是公牛隊全季卻只取得17勝65敗的劣績。而其後四季的戰績也分別只有15勝、21勝、30勝及23勝，當中在2001年11月8日在主場慘敗給明尼蘇達木狼隊一役127比74，53分分差是公牛至今最慘烈敗仗，也是NBA史上第四慘烈的主場敗仗（連同季後賽記錄）。隨著球隊成績長年積弱，效力了公牛18載的球隊總經理謝利·克勞斯（Jerry Krause）黯然離職，其空缺由昔日球隊奪冠功臣之一的約翰．柏臣（John Paxson）取代。

### 2005~2009：戈登時代

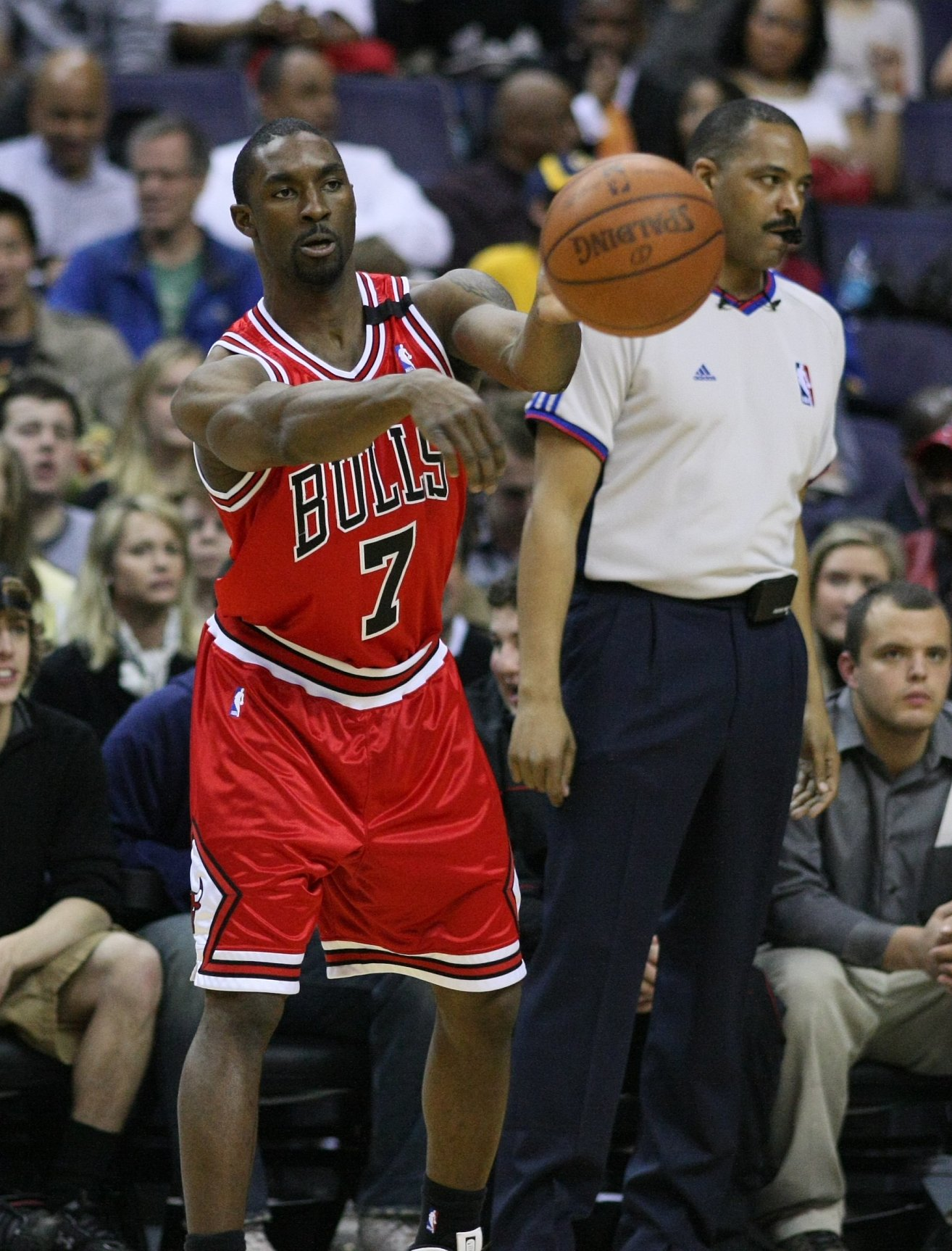
本·戈登

公牛繼拿下隊史三連霸之後，2005年以45勝37負拿下第四種子首度重返季後賽，雖然公牛在首輪頭兩場先以103：94和113：103獲勝，最後被華盛頓巫師倒贏了四場，最終以2勝4負遭到淘汰出局。
2006年再度以41勝41敗五成勝率再度打進季後賽，但首輪就被之後在該屆季後賽奪冠的邁阿密熱火以二勝四負淘汰。2007年拿下49勝33敗連三年挺進到季後賽，在首輪直落4橫掃衛冕軍熱火，下一輪碰上同組的底特律活塞，雖然活塞連贏三場聽牌，但是公牛也扳回兩場勝利，最終第六戰在客場活塞以95：85獲勝，公牛在東區半決賽止步。
在2008年賽季失意後，2009年和2010年再度以41勝41敗晉級季後賽，首輪分別碰上衛冕軍波士頓塞爾蒂克和東區第一種子克里夫蘭騎士，最後分別以3勝4負和1勝4負不敵塞爾蒂克及騎士都在首輪止步，總教練维尼·德纳格罗被炒魷魚。聘請塞爾提克助理教練汤姆·希伯杜擔任公牛隊總教練一職。

### 2010~2014：罗斯時代

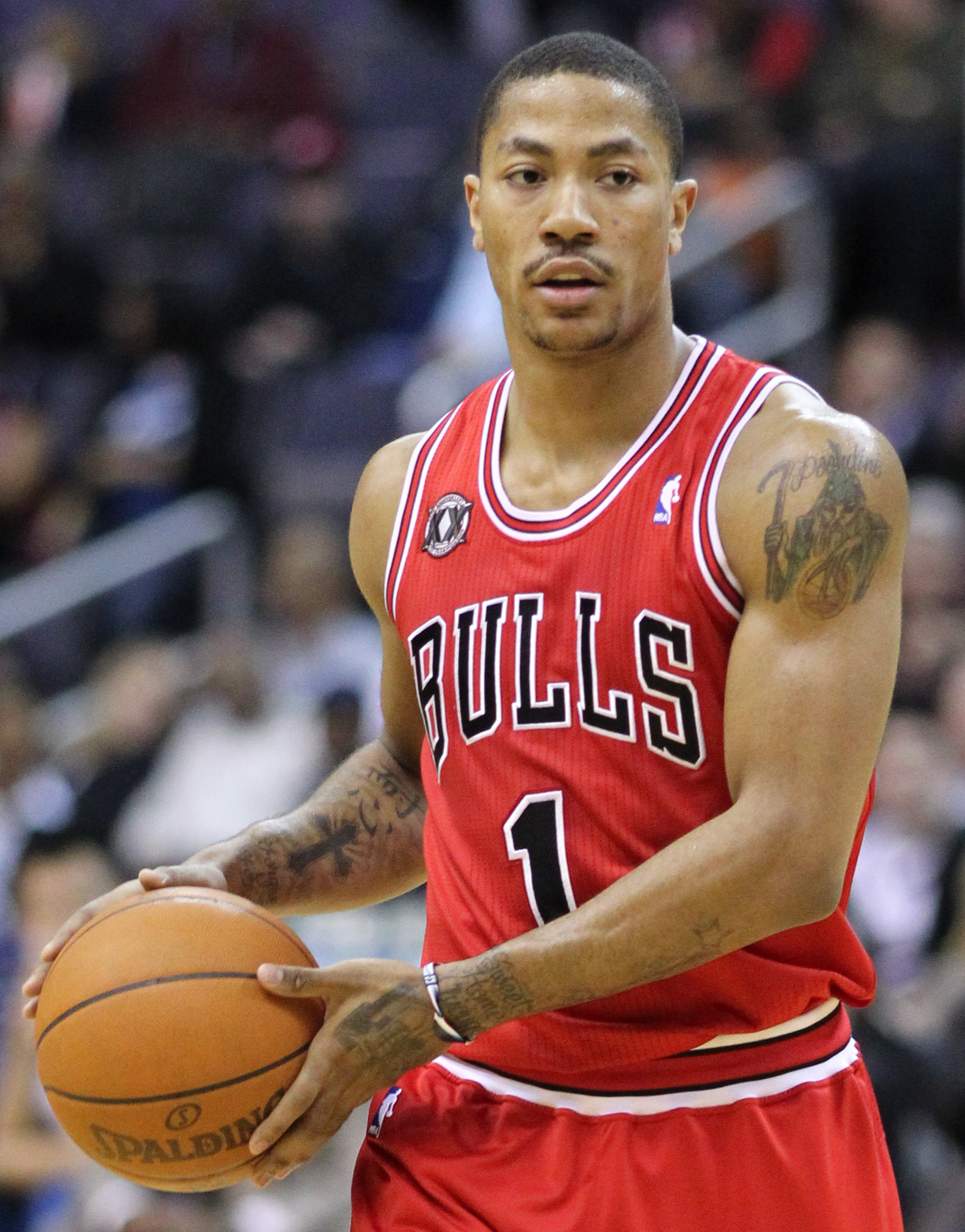
德瑞克·羅斯

- 2011年4月13日芝加哥公牛在主場以97比92力克新澤西籃網，以9連勝強拉尾盤戰績，並靠著鳳凰城太陽以106:103擊敗聖安東尼奧馬刺，把馬刺推下聯盟第一的寶座，使得公牛崛起成為全聯盟戰績第一的球隊，並享有季後賽全部主場優勢，進季後賽不久頂尖控衛德里克·羅斯榮獲年度MVP，第一轮4:1擊敗印第安纳步行者，準決賽以4:2战胜亚特兰大老鹰。东部决赛，羅斯遭到迈阿密热火韦德和詹姆斯全场夹击，最後在東區决赛中以1:4负于熱火，創下繼喬丹之後公牛表現最好的季賽及季後賽戰績。
- 2012年公牛與馬刺以50勝16負的戰績再次並列全聯盟第一，而較早結束賽程的公牛確定獲得季後賽全部主場優勢。但球队核心罗斯因伤缺席，季後賽首輪碰上第八種子76人隊，最後2:4落敗，使76人成為NBA歷史上第五支第八種子球隊晉級第二輪比賽，亦是於2003年NBA首輪改為七戰四勝制後第三支以第八種子淘汰第一種子的球隊。
- 2013年在核心羅斯缺席的情況下，仍以45勝37負成績以東區第五種子晉級季後賽。首輪對上布魯克林籃網，受傷兵困擾的公牛先是敗了一場後來連追三場取得聽牌優勢；然而不服輸的籃網硬是在第五場跟第六場公牛隊的兩位主力無法出場的情況下追平變成3:3，最後第七戰在諾亞大爆發下贏得了比賽，辛苦晉級。季後賽第二輪對上衛冕軍熱火，熱火隊上有剛拿下MVP的詹姆斯、韋德、波許、鳥人安德森與艾倫，最後公牛以1勝4敗不敵熱火隊。
- 2014年核心羅斯缺席，并且在球队重要一员鲁尔·邓被交易的情况下，仍以48勝34負成績以東區第四種子晉級季後賽。首輪對上華盛頓巫師，因为没人可用，进攻乏力，最後以1：4輸給巫師。
- 2015年核心羅斯因右腳半月板再度受伤缺席一段时间，其後於4月8日出戰魔術的比賽中回歸。4月13日，公牛113比86大勝東區第9的籃網，而公牛在奪下3連勝後，確定在季後賽首輪會有主場優勢。4月16日，芝加哥公牛於主場擊敗東區第1的亚特兰大老鹰，以50勝32負成績（東區第三種子）晉級季後賽。季後賽首輪的對手是密爾瓦基公鹿。儘管公牛系列賽取得3:0領先，但年輕的公鹿展現韌性，連扳2場，追成3:2。5月1日，公牛以120：66，大勝公鹿54分，這是NBA季後賽史上第二次的最大勝分紀錄。「第一次的最大勝分紀錄，1956年明尼亞波里斯湖人(洛杉磯湖人)曾經在西區準決賽第二場以133比75聖路易老鷹(亞特蘭大老鷹)，明尼亞波里斯湖人大勝58分。」。獲勝之後在分區準決賽對上克里夫蘭騎士，一度以2勝1敗領先，卻又被騎士連贏三場，以2勝4敗负于对手。而在該系列賽中雙方火藥味亦非常濃烈，其中第四場第四節泰·吉布森用腳踢向馬修·德拉維多瓦，因此二級惡意犯規被逐離場。2014-15年，錫伯杜和公牛隊管理階層之間的關係緊張大大增長，在東部半決賽輸給騎士後，於2015年5月28日，公牛解僱了錫伯杜。2015年6月1日，公牛聘請愛荷華州立大學總教练弗莱德·霍伊博格擔任總教練。

### 2015~2017：巴特勒時代
2015-16賽季，由於過去幾季羅斯頻頻受傷，隊上的防守大將巴特勒扛起進攻責任。公牛在新教頭的速球風格之下，保持一定的競爭力。
1月4日，公牛客場115:113逆轉戰勝多倫多暴龍，吉米·巴特勒全場得到42分4籃板5助攻，其中下半場得到了40分，打破了由麥可·喬丹在1989年2月16日創下的公牛隊史半場得分紀錄（39分）。1月15日，公牛客場挑戰76人陷入了苦戰，最後終於在延長賽中擊敗對手。這場比賽巴特勒出場49分鐘，得到53分10籃板6助攻，其中罰球25罰21中，刷新職業生涯單場得分和罰球數紀錄。
過去幾季雖然羅斯經常缺陣，但在前任教頭的鐵血防守風格下，公牛還是能晉級季後賽。然而本季雖然巴特勒表現出色，羅斯本季出戰65場（近5年最多），但公牛卻因為傷兵問題而未能將戰力反應在戰績上。
2016年4月10日，溜馬在主場129：105大勝籃網，確定收下東區最後一張季後賽門票，也讓連續7年都進季後賽的公牛確定無緣晉級季後賽。
2016年夏天，公牛少了保羅·加素和喬金·諾亞，但以一紙兩年4700萬美元合約簽下效力熱火13年的德韋恩·韋德，與吉米·巴特勒及同樣來季加盟的拉簡·朗多組成三巨頭。
2017年4月13日，公牛跟熱火同為41勝41敗，靠著對戰優勢確定拿到季後賽門票，東區第一輪對上波士頓塞爾提克。
公牛第1戰靠著籃板優勢以及巴特勒的30分9籃板貢獻，以106比102扳倒第1種子塞爾蒂克。
一直以來被形容到了季後賽重要的全國轉播場次就會發揮更好的朗多，在第2戰再度驗證這項說法。他上半場就繳出8分、7籃板之外，最重要的是9助攻完全破壞綠衫軍防守陣型，最終全場朗多累積14助攻成了贏球最大功臣，讓公牛在客場以111：97大勝塞爾蒂克隊，系列戰2：0領先。
「變陣」的塞爾蒂克隊碰上主力控衛朗多因右手拇指骨折而缺陣的公牛隊，終於打出東區頭號種子的氣勢，在季後賽首輪第3戰以104：87拿下勝利。
塞爾蒂克隊雖浪費最多20分的領先，不過在湯瑪斯33分領軍下仍擺脫公牛隊糾纏，以104：95拿下第4戰勝利，2連敗後連拿2勝，將系列賽扳平成2：2。公牛和塞爾蒂克前4戰都是在客場贏球，是2005年小牛與火箭系列賽後首見。
天王山之戰，塞爾提克主場迎戰公牛。雖然韋德得到26分、11個籃板和8次助攻，但湯瑪斯和Bradly各有24分，Horford得到21分、9次助攻和7個籃板，他們率隊在第四節打出13-0的攻擊波取得兩位數領先，最後就以108-97擊敗公牛。總比分以3-2領先，雙方系列賽的第六場將回到芝加哥進行。
公牛在主場以83：105慘敗給塞爾提克，被上演第四次首輪讓二追四逆轉戲碼，結束球季，資料顯示，公牛成為自1993年的湖人一樣，是客場率先拿到2勝的第8種子，但最後卻一場主場都未能拿下的球隊。

### 2017~至今：重建期
2017年6月22日，公牛與灰狼在NBA選秀會之前達成重大交易案，公牛把吉米·巴特勒與首輪第16順位送到明尼蘇達灰狼，灰狼則以查克·拉文、克里斯·邓恩與首輪第7順位做為交換，公牛選秀會用第7順位選進了來自亞利桑那大學芬蘭中前鋒勞利·馬爾卡寧。
2017年7月1日，公牛正式裁掉拉簡·朗多。9月25日，公牛和德韋恩·韦德達成合約買斷。
2017年10月20日，公牛客場對上多倫多暴龍的比賽中，馬爾卡寧首次於NBA亮相，並取得了17分8籃板。10月25日，在公牛客場112-119不敵騎士的比賽中，馬爾卡寧出場了31分鐘，並攻下19分8籃板，其中命中了5顆三分球，至此，馬爾卡寧NBA生涯前三場比賽一共命中了10個三分球，從而超越了凱文·杜蘭特（4場比賽），成為NBA歷史上命中生涯前10個三分球所用場次最少的球員。
2017年12月6日，在公牛對陣溜馬的比賽當中，公牛上半場在登澤爾·瓦倫丁和洛佩斯合拿24分的幫助下，取得55比39的領先優勢。柯林森第三節攻下14分，帶動溜馬展開反擊，不過三節打完，溜馬還是落後14分之多。第四節開始，溜馬打出9比3的攻勢，逐漸追回比分，之後更在比賽最後4分多鐘殺出一波10比2的進攻，口氣逆轉對手公牛在第四節遭到溜馬壓迫只拿到13分，加上拉波瑟在最後30.1秒飆進扭轉戰局的關鍵三分球，溜馬克服前三節落後14分的劣势，以98比96逆轉勝。邓恩得到18分6籃板6助攻，洛培茲16分5籃板，瓦倫丁15分8籃板3助攻，波提斯12分7籃板。公牛在前三節投籃命中率高達52.3％，可惜最後一節進攻熄火，也種下敗因。公牛苦吞10連敗，是球隊自2010年以來最長的連敗紀錄。
2018年4月12日，公牛輸給活塞，以27勝55敗完結賽季。
2018年夏季，公牛選秀會用第7順位選進了溫德爾·卡特，再讓前公鹿探花帕克加盟，使公牛的先發五人都是年輕的潛力球員。
2018年開季，拉文開季連續三場30分，歷史上只有兩名公牛球員能做到，分別就是他和名人堂球員麥可·乔丹。
2018年12月3日，公牛決定開除霍伊博格，由助教吉姆·博伊蘭接任。從2015年6月接任公牛總教練後執教戰績115勝155敗。
2018年12月8日，公牛主場迎戰塞爾提克，連續兩天出賽顯然體能大受影響，先發主力幾乎停擺，以77比133慘敗；根據統計，公牛寫下本季最低得分表現，而同時雙方相差56分也是公牛隊史最大輸分差紀錄，公牛前最大輸分差是53分，出現在2001年11月9日對灰狼的比賽。
2019年1月22日，火箭將卡梅隆·安东尼、156萬美金以及30歲後衛Jon Diebler的簽約權送往公牛，換回32歲大前鋒Tadija Dragićević的簽約權，安东尼預計將等到美國時間2月9日正式成為自由球員，尋找下一個落腳處。
2019年2月9日，公牛於交易截止日把鮑比·波提斯、賈巴里·帕克和一支受保護2023年次輪選透簽送住華盛頓巫師，以此換取奥托·波特。
2019年2月2日，公牛作客老鷹以168:161獲勝，兩隊總得分為329，居NBA史上第3高。
2019年夏季，公牛為第七順位的選秀簽，並選柯比·懷特，之後補強，在自由市場簽下撒迪厄斯·杨、托馬什·薩托蘭斯基等人，陣容更完整。
雖然季前的操作被外界評價非常優秀，可是由於教練吉姆·博伊蘭用人不當，最後僅以22勝60敗結束賽季，成績令人失望。
賽季結束後，大量球迷希望認為成績失望的原因在於教練，所以要求球隊解僱教練，可是球隊經過數月的時間依然未有動作，引起球迷不滿。
根據報導，公牛新管理層將包括自鵜鶘的波克，專長是NBA勞資協議相關規定，擔任助理總管一職，還找來1位新總管擔任卡尼索瓦斯副手。
2020年4月13日，公牛球團證實正式聘請原金塊總管卡尼索瓦斯（Arturas Karnisovas）擔任自家籃球事務副總裁，同時開除福爾曼（Gar Forman）的總管一職，而原先擔任卡尼索瓦斯現職的帕克森（John Paxson）也轉為顧問，由卡尼索瓦斯掌管球隊人事全權。
2020年9月22日，公牛經過多人面試之後，決定聘請前奧克拉荷馬雷霆總教練比利·多諾萬擔任公牛隊總教練。
2020-21賽季，球隊當家明星扎克拉文獲選全明星隊替補。但公牛队以31胜41负的成绩结束了这个缩水赛季，连续第四年错过季后赛。
2021-22賽季，公牛德玛尔·德罗赞豪取40分卻無法幫助球隊取勝，不過由於騎士輸球，讓他們得以鎖定東部前六的位置，不用去打附加賽。
第一戰，公牛首輪就讓尋求衛冕的公鹿就陷入苦戰，在安戴托昆波面臨犯規麻煩，但公鹿仍展現總冠軍等級的防守和關鍵時刻處理球的穩定性，最後時刻被哈勒戴和洛培茲合拿14分，公牛無法將差距的進逼，以86比93吞下系列賽第一敗。
第二戰，公牛三劍客3人命中率都破5成且合轟85分，包括德羅展狂飆生涯季後賽新高41分，以114比110拉下公鹿，系列賽扳平為1比1平手。
第三戰，公牛全隊命中率不足4成，前面三節更只得到59分，全隊僅3人得分達到兩位數，前三節就落後達31分之多，也讓比賽早早進入垃圾時間。最終公牛以81比111慘敗對手，系列賽陷入1比2落後。
第四戰，公牛面對公鹿的凌厲攻勢和壓迫防守依然無計可施，公牛陣中同樣有3人得分超過20分，但整體進攻效率和外線表現仍是不如公鹿，終場公牛以95比119慘敗給公鹿，系列賽1比3被聽牌。
第五戰，公牛全隊出手52顆三分球，但只進15顆，準頭僅28.8%。終場，公牛以100比116慘敗給公鹿，系列賽1比4慘遭被淘汰，無緣次輪。
2022-23賽季，例行賽最終成績為40勝42負，排名為東區第十，進入附加賽；在東區附加賽中，以109-105戰勝多倫多暴龍，將與邁阿密熱火爭取第八種子的席位，最終以91-102落敗，無緣季後賽。
2023-24賽季，例行賽最終成績為39勝43負，排名為東區第九，進入附加賽；在東區附加賽中，以131-116戰勝亞特蘭大老鷹，將與邁阿密熱火爭取第八種子的席位，最終以91-112落敗，再次無緣季後賽。
2024-25賽季，例行賽最終成績為39勝43負，排名為東區第九，進入附加賽；在東區附加賽中，以90-109不敵邁阿密熱火，再次無緣季後賽。

## 籃球名人堂
| 芝加哥公牛名人堂 | 芝加哥公牛名人堂 | 芝加哥公牛名人堂 | 芝加哥公牛名人堂    | 芝加哥公牛名人堂 |
| 球員             | 球員             | 球員             | 球員                | 球員             |
| 背號             | 球員/教練        | 位置             | 任期内              | 入选             |
| ---------------- | ---------------- | ---------------- | ------------------- | ---------------- |
| 4                | 傑里·斯隆        | 後衛             | 1966–76             | 2009             |
| 23               | 麥可·喬丹        | 後衛             | 1984–1993 1995–1998 | 2009             |
| 33               | 斯科蒂·皮蓬      | 小前鋒           | 1987–1998 2003–04   | 2010             |
| 91               | 丹尼斯·罗德曼    | 大前鋒           | 1996–1998           | 2011             |
| 7                | 托尼·庫科奇      | 前鋒             | 1993–2000           | 2021             |
| 3                | 本·华莱士        | 前鋒/中鋒        | 2006–08             | 2021             |
| 16               | 保羅·蓋索        | 前鋒/中鋒        | 2014–16             | 2023             |
| 3                | 德韋恩·韋德      | 前鋒/中鋒        | 2016–17             | 2023             |
| 教練             |                  |                  |                     |                  |
| 背號             | 球員/教練        | 位置             | 任期内              | 入选             |
| –                | 菲爾·傑克森      | 總教練           | 1987–1998           | 2007             |
| –                | 傑里·斯隆        | 總教練           | 1979–1982           | 2009             |
| –                | 泰克斯·溫特      | 助理教練         | 1985–1999           | 2011             |

## 退休球衣號碼及現役球員
| 芝加哥公牛 退役球衣号码球员 |             |        |                      |
| 背號                        | 球员        | 位置   | 時間                 |
| 4                           | 傑里·斯隆   | 後衛   | 1966-1976            |
| 10                          | 鮑伯·樂福   | 前鋒   | 1968-1977            |
| 23                          | 米高·佐敦   | 後衛   | 1984–1993 1995–1998i |
| 33                          | 斯科蒂·皮蓬 | 小前鋒 | 1987–1998 2003–2004  |
| 1                           | 德里克·羅斯 | 後衛   | 2008-2016            |